# أحمد بن عبد الرحيم الطهطاوي
أحمد بن عبد الرحيم الطهطاوي المصري الشافعي (1233هـ/1818م – 1302هـ/1885م). عالم وأديب ومدرس وصحافي مصري.

## سيرة
وُلد بطهطا، وعين كاتبا في محكمتها، ثم تعلم بالأزهر، واحترف مهنة التعليم، ثم محررا في جريدة الوقائع المصرية.

## مؤلفات
من آثاره ومؤلفاته:
- الأسئلة النحوية المفيدة والأجوبة العربية السعيدة في النحو.[1]
- نظم المقصود في الصرف.[1]
- النقطة الذهبية في علم العربية.[1]